# H-21 Shawnee
De Vertol/Piasecki H-21 Shawnee was een van de eerste echte tandemrotor-helikopters die door de voormalige firma Piasecki Helicopter (later Vertol) werd gebouwd. Het toestel kent meerdere bijnamen, waaronder “workhorse” (werkpaard), "de banaan", en “rescuer” (redder).

## Geschiedenis

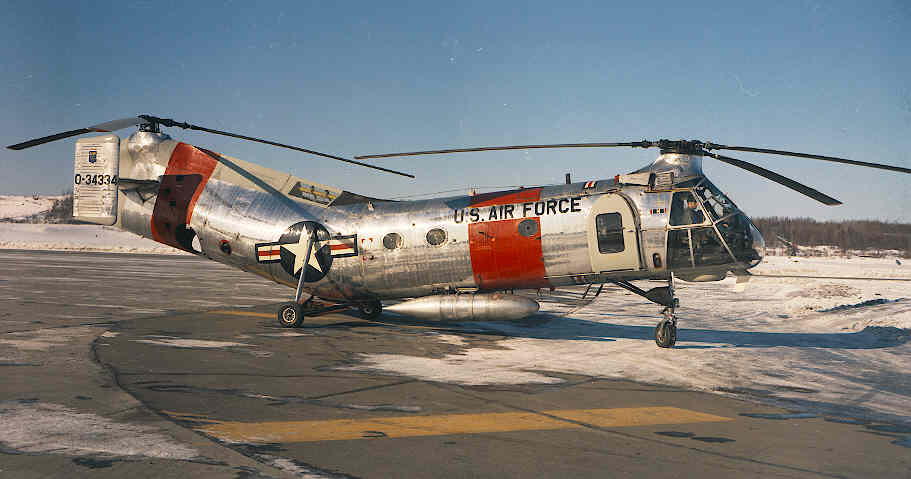
Vervlogen tijden; Vertol H-21B in Alaska.

De ontwikkeling van dit toestel startte in 1946, toen een experimentele lichtere versie werd gebouwd; de Piasecki HRP-2.
Het prototype van de H-21 maakte vervolgens in 1949 zijn eerste vlucht en brak vanaf 1952 (voor helikopters) diverse hoogte en snelheidsrecords.
De H-21 was een transporthelikopter die standaard met wielen, maar ook met ski’s en drijvers kon worden uitgerust en het toestel bleek, vanwege de goede prestaties bij lage temperaturen, zeer geschikt om mee te werken in een arctische omgeving.
De H-21 Shawnee werd intensief gebruikt in de eerste jaren van het Vietnam conflict en werd voor vrachtvervoer, troepentransport en search and rescue ingezet.
De Franse landmacht (Armée de Terre) en marine (Aéronavale) zetten 108 H-21A’s in tijdens het conflict in de oude Franse kolonie Algerije. Hierbij werden in 1956 op redelijk grote schaal luchtlandingstroepen afgezet.
In 1956 werd de firma Piasecki Aircraft Corporation opgekocht en werd deze opgenomen in de VERTOL Aircraft Company die de productie verder overnam. Deze firma werd op zijn beurt in 1960 weer opgekocht door de firma Boeing en werd Boeings helikopterfabriek.
De H-21 kan daarom ook zonder meer worden beschouwd als een rechtstreekse voorvader van een latere bekende; de CH-47 Chinook.
Er werden 1100 stuks geproduceerd.

## Versies
Er bestonden drie versies van het toestel:
- de H-21A, herkenbaar aan een deur met ronde vorm en met zeven ronde patrijspoorten.
- de H-21B, deze had geen automatische piloot en
- de H-21C, die was voorzien van negen patrijspoorten.

De H-21 werd met succes militair ingezet. Het bleek een toestel met grote laadcapaciteit te zijn en was ook in technisch opzicht zeer betrouwbaar. Daarom werd het ook een prima export product.

## Gebruik
Het toestel is in dienst geweest bij de krijgsmachten van
- Canada; de voormalige Royal Canadian Air Force (RCAF) vloog met de modellen H-21A en 44A.
- Duitsland; zowel de luchtmacht (Luftwaffe) als de landmacht (Heeresflieger) vloog met de H-21C.
- Frankrijk; de landmacht (Armée de Terre) vloog met de H-21C.
- Japan; de Japan Air Selfdefense Force vloog met de H-21B en 44A.
- V.S.; de US Army werkte met de H-21C in de periode 1949-1967, de USAF werkte met de H-21A,B en SH-21B van 1952-1964 en de USCG gebruikte HRP1,1G en twee helikopters van 1955-1970.
- Zweden zowel de lucht als de zeemacht werkte met de HKP-1.

Daarnaast werd het ook in de civiele sector ingezet in Canada bij de maatschappij Dominian Helicopters, in de V.S. bij de maatschappij New York Airlines, en in België bij Sabena.

## Modeloverzicht

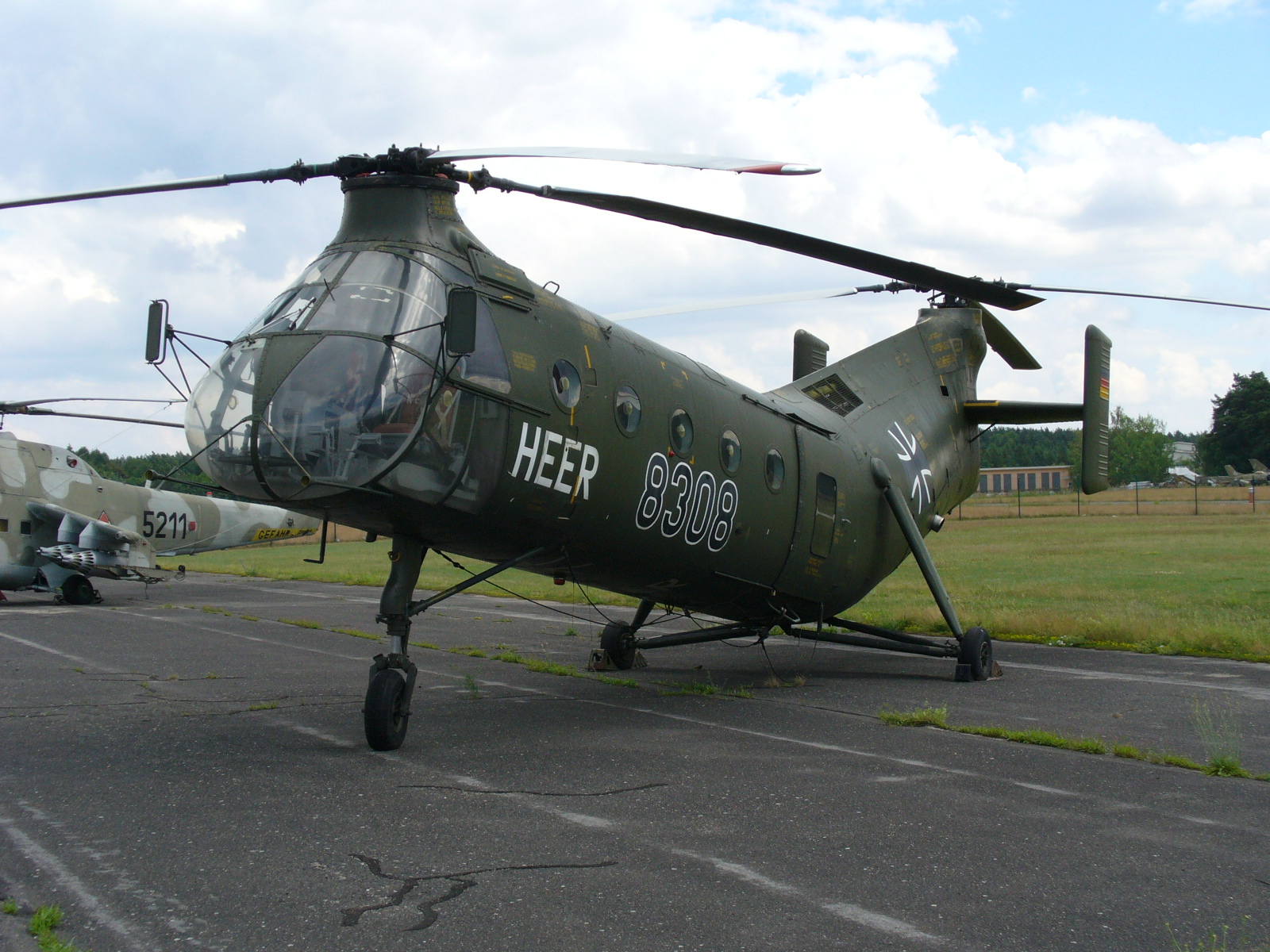
Ook bij de Duitse landmacht (Heeresflieger) werd “de banaan” als werkpaard gebruikt.

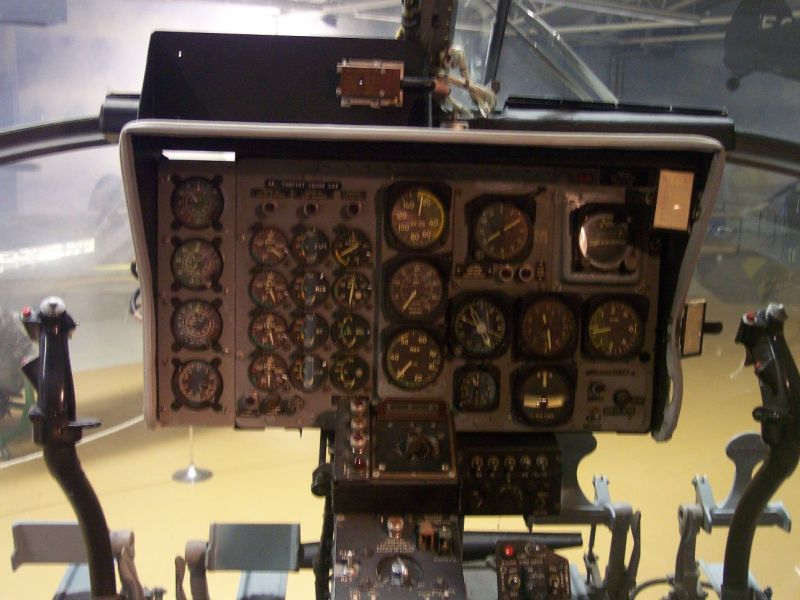
Ook aan het instrumentenbord is duidelijk zichtbaar dat de H-21 van de oude garde is.

- XH-21; USAF aanduiding voor H-21 prototype
- YH-21 Workhorse; 18 stuks USAF testversie van de HRP-2
- H-21A Workhorse (model 42); 38 stuks als YH-21 met detailwijzigingen en een 1250Pk leverende Wright R-1820 motor. Hernoemd in 1962 tot CH-21A. Zes Stuks geleverd aan de Royal Canadian Air Force.
- H-21B Workhorse (Model 42); 163 stuks als H-21A met een automatische piloot, zwaardere motor en plaats voor twintig soldaten. Werd in 1962 veranderd in CH-21B.
- SH-21B Rescuer; SAR configuratie van H-21B, werd de HH-21B in 1962.
- H-21C Shawnee (Model 43); 334 stuks in USAF versie geleverd door VERTOL. Werd in 1962 omgezet in CH-21C. Voor de West-Duitse Heersflieger werden in licentie van dit type nog 38 stuks geleverd door de firma Weser Flugzeugbau.
- H-21D Shawnee (Model 71); twee H-21C’s met twee General Electric T58 motoren.
- Model 42A; conversieserie van acht H-21’s door VERTOL Aircraft (Canada) aan civiel gebruik aangepast.
- Model 44A; commerciële versie van H-21B met ruimte voor negentien passagiers.
- Model 44B: idem versie van H-21B met ruimte voor vijftien passagiers of vracht.
- Model 44C; idem executive versie van H-21B met ruimte voor acht passagiers.
- HKP-1; Zweedse aanduiding voor Model 44A, twintig nieuw gekocht en acht Model 44B’s werden aangepast op HKP-1 standaard voor de Zweedse luchtmacht.